# Valter Gibson
Valter Gibson, född 1928 i Lycksele, död 2002 i Hallstavik, var en svensk målare och bildkonstnär. 
Valter Gibson utbildade sig vid Valands konstskola i Göteborg  för Endre Nemes 1952-55. 
Valter Gibson finns representerad på  Moderna museet, Göteborgs konstmuseum[källa behövs], Malmö museum, Statens konstråd, Norrköpings konstmuseum och Borås konstmuseum och Landskrona museer.